# Сё (династия)
Династия Сё (яп. 尚氏 сё: удзи) — рюкюский аристократический род, монаршая династия рюкюского государства.
Имя «сё» (尚) было предоставлено рюкюским монархам китайскими императорами в 1430 году. Первоначально оно имело характер титула, который означал «управляющий». С конца XVII века это имя превратилось в фамилию, передававшуюся по наследству. До 1691 года боковые линии рода рюкюских монархов не имели права использовать иероглиф «сё».
В истории Рюкю выделяют два монарших рода Сё. Первые Сё правили государством полвека, в течение 7 поколений, от вана Сё Сисё (1406—1421) до вана Сё Току (1461—1469). После переворота к власти пришли Вторые Сё. Они правили четыре века, на протяжении 19 поколений, от вана Сё Эна (1470—1476) до вана Сё Тая (1848—1879). В 1872 году последний ван этой династии получил от японского правительства титул «удельного вана Рюкю» (яп. 琉球藩王 рю:кю: ханъо:), а в 1879 году после аннексии Рюкю Японией стал японским маркизом и был приравнен к положению титулованной аристократии кадзоку.
Во всех официальных международных документах рюкюские ваны рода традиционно использовали Сё как свою монаршью фамилию. Однако в японских и китайских посланиях, адресованных в Рюкю, их называли «ванами Среднегорья» (яп. 中山王 тю:дзан о:). Управляющие Симадзу, захвативших Рюкюское государство в 1609 году, некоторое время именовали рюкюских монархов «провинциальными головами» — кокуси.

## Короли Рюкю из династии Сё
| Имя        | Кандзи | Годы правления | Годы жизни | Примечания                                                  |
| ---------- | ------ | -------------- | ---------- | ----------------------------------------------------------- |
| Сё Хаси    | 尚巴志 | 1429—1439      | 1371—1439  | Старший сын Сё Сисё (1354—1421), короля Тюдзана (1406—1421) |
| Сё Тю      | 尚忠   | 1439—1444      | 1391—1444  | Второй сын Сё Хаси                                          |
| Сё Ситацу  | 尚思達 | 1443—1449      | 1408—1449  | Старший сын Сё Тю                                           |
| Сё Кимпуку | 尚金福 | 1450—1453      | 1398—1453  | Пятый сын Сё Хаси                                           |
| Сё Тайкю   | 尚泰久 | 1454—1460      | 1415—1460  | Седьмой сын Сё Хаси                                         |
| Сё Току    | 尚徳   | 1461—1469      | 1441—1469  | Сын Сё Тайкю                                                |

| Имя      | Кандзи | Годы правления | Годы жизни | Примечания                                                      |
| -------- | ------ | -------------- | ---------- | --------------------------------------------------------------- |
| Сё Эн    | 尚円   | 1470—1476      | 1415—1476  | Выходец из крестьянской семьи                                   |
| Сё Сенъи | 尚宣威 | 1477           | 1430—1477  | Младший брат предыдущего                                        |
| Сё Син   | 尚真   | 1477—1526      | 1456—1526  | Сын Сё Эна                                                      |
| Сё Сэй   | 尚清   | 1527—1555      | 1497—1555  | 5-й сын Сё Сина                                                 |
| Сё Гэн   | 尚元   | 1556—1572      | 1528—1572  | 2-й сын Сё Сэя                                                  |
| Сё Эй    | 尚永   | 1573—1588      | 1559—1588  | 2-й сын Сё Гэна                                                 |
| Сё Нэй   | 尚寧   | 1588—1620      | 1564—1620  | Старший сын принца Сё И (ум. 1584), праправнук короля Сё Сина   |
| Сё Хо    | 尚豊   | 1621—1640      | 1590—1640  | Сын принца Сё Кю (1560—1620), внук Сё Гэна                      |
| Сё Кэн   | 尚賢   | 1641—1647      | 1625—1647  | 3-й сын Сё Хо                                                   |
| Сё Сицу  | 尚質   | 1648—1668      | 1629—1668  | 4-й сын Сё Хо, младший брат предыдущего                         |
| Сё Тэй   | 尚貞   | 1669—1709      | 1645—1709  | Старший сын предыдущего                                         |
| Сё Эки   | 尚益   | 1710—1712      | 1678—1712  | Старший сын наследного принца Сё Юна (1660—1706), внук Сё Тэя   |
| Сё Кэй   | 尚敬   | 1713—1751      | 1700—1752  | Старший сын предыдущего                                         |
| Сё Боку  | 尚穆   | 1752—1794      | 1739—1794  | Старший сын Сё Кэя                                              |
| Сё Он    | 尚温   | 1795—1802      | 1784—1802  | Старший сын наследного принца Сё Тецу (1759—1788), внук Сё Боку |
| Сё Сэй   | 尚成   | 1803           | 1800—1803  | Единственный сын Сё Она                                         |
| Сё Ко    | 尚灝   | 1804—1828      | 1787—1839  | 4-й сын наследного принца Сё Тецу (1759—1788), внук Сё Боку     |
| Сё Ику   | 尚育   | 1829—1847      | 1813—1847  | Старший сын Сё Ко                                               |
| Сё Тай   | 尚泰   | 1848—1879      | 1843—1901  | 2-й сын Сё Ику                                                  |